# Moscazzano
Moscazzano – miejscowość i gmina we Włoszech, w regionie Lombardia, w prowincji Cremona.
Według danych na rok 2004 gminę zamieszkiwało 785 osób, 112,1 os./km².